# Piet Piraat
Piet Piraat is een Belgisch (Vlaams) kinderprogramma geproduceerd door Studio 100.
Het programma werd voor het eerst uitgezonden op 24 december 2001 op Ketnet en is vanaf september 2006 onderdeel van Kaatje. Er zijn 120 afleveringen uitgezonden, die nog regelmatig herhaald worden. In Nederland werd het programma voor het eerst uitgezonden op 8 juli 2003 door Z@ppelin. In 2010 ontstond rond dit personage een tweede programma: Piet Piraat Wonderwaterwereld. Dit personage is ook vaak op de planken te zien met de Piet Piraat Shows. 

## Personages

### Piet Piraat
Piet is piratenkapitein van beroep. Met zijn schip "De Scheve Schuit" en zijn vreemde bemanning schuimt Piet Piraat de grote wateren af, op zoek naar avontuur. Zijn grootvader Karel Karolus Piraat heeft ooit een schat begraven. Hierdoor is zijn grootvader zijn grote voorbeeld.

### Stien Struis
Stien Struis is de sterkste piratenvrouw van de Zeven zeeën, maar is wel bang voor muizen, en is het enige vrouwelijke lid van de bemanning. Zij staat aan het roer van De Scheve Schuit. Ze heeft een oudere zus Stella Struis waar ze niet zo goed mee overweg kan (zie de film Piet Piraat en het zeemonster). Stella woont op Comino, waar de twee geboren zijn.

### Berend Brokkenpap
Berend Brokkenpap is de kok en zijn specialiteit is brokkenpap.
Berend is heel dom en daardoor ontstaan soms gekke toestanden. Hij praat over zichzelf in de derde persoon.

### Steven Stil
Steven Stil is de matroos van het schip. Hij kan niet praten, enkel horen. Hij vindt het leuk om kattenkwaad uit te halen en is dol op slagroomtaart.

### Bertus Bandiet
Bertus Bandiet is het nieuwe lid van de Scheve Schuit. Piet leerde hem kennen tijdens een schattenjacht en nam hem aan boord. Hij is een jonge, stoere knaap met een grote mond, maar een klein hartje. Hij vindt het leuk om Piet Piraat uit te dagen en grapjes te maken. Piet en Bertus zijn altijd met z'n tweeën te zien tijdens de Piet Piraat Shows.

## Rolverdeling

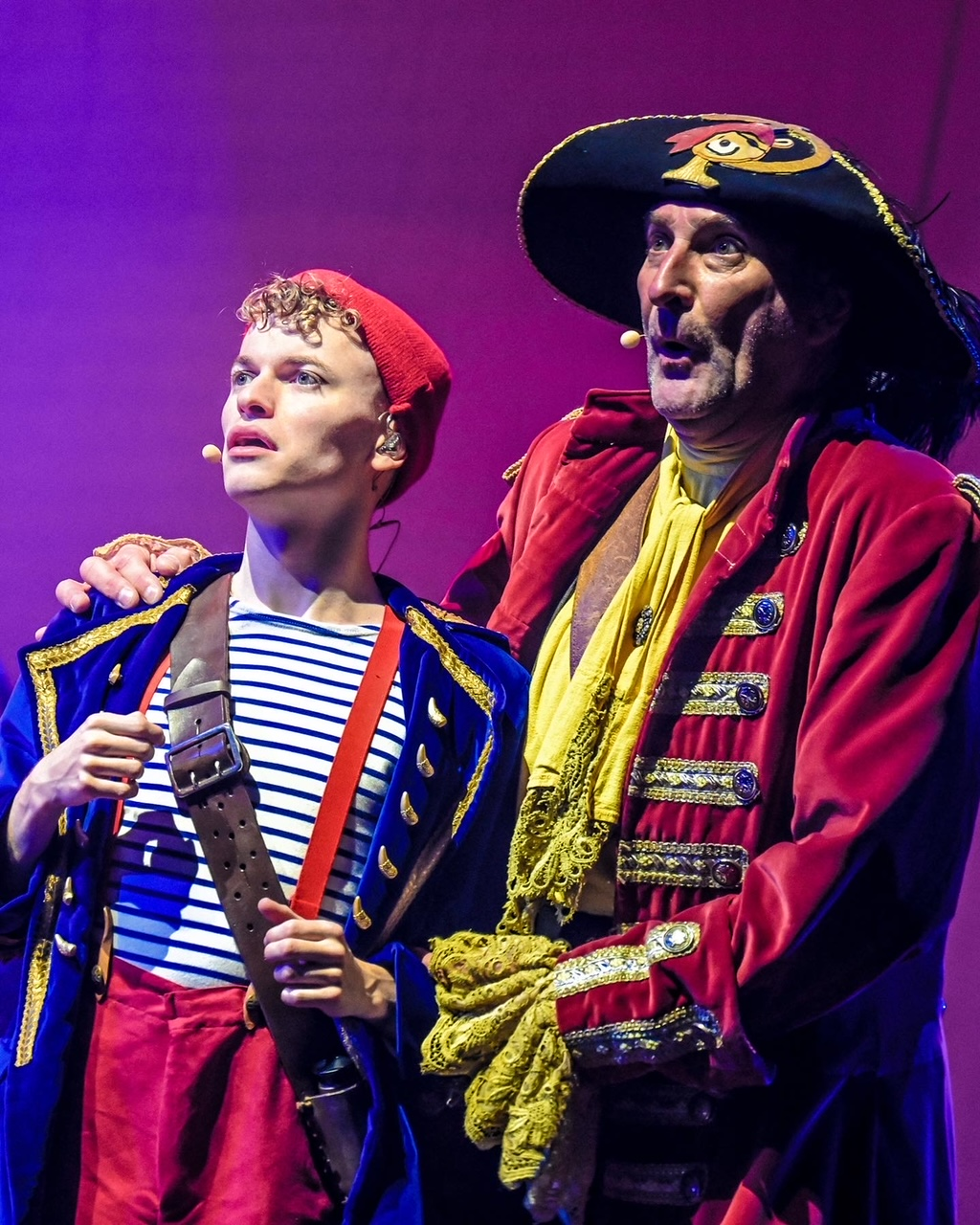
Piet Piraat en nieuw personage 'Bertus Bandiet' tijdens de Piet Piraat Halloweenshow in Plopsaland (2023)

| Personage         | Acteur/actrice     | Periode    |
| ----------------- | ------------------ | ---------- |
| Piet Piraat       | Peter Van De Velde | 2001-heden |
| Stien Struis      | Anke Helsen        | 2001-2021  |
| Berend Brokkenpap | Dirk Bosschaert    | 2001-2019  |
| Steven Stil       | Dirk Van Vooren    | 2001-2021  |
| Verteller         | Vic De Wachter     | 2001-2008  |
| Bertus Bandiet    | Remi De Smet       | 2023-heden |

## Medewerkers
- Verhalen en scenario: Danny Verbiest, Gert Verhulst en Hans Bourlon
- Muziek: Johan Vanden Eede
- Regie: Bart Van Leemputten
- Regie-assistentie: Corry Wynants
- Productie: Michel Verlinden

## Afleveringen

### Seizoen 1
1. Steven verdrietig
2. Storm op zee
3. Een gat in de boot
4. De muis
5. De aap
6. De afwas
7. Berend buikspreker
8. Armworstelen
9. Bijzondere zeep
10. Vissen
11. De geest in de kist
12. Brand in de kombuis
13. Neptunus
14. Blindemannetje
15. Ballet
16. Zeewiergriep
17. Steven in bad
18. De waslijn voor Stien
19. Steven gaat zwemmen
20. Iedereen anders
21. Het knuppelspel
22. De bril van Berend
23. Het zeil
24. Stien sneeuwvrouw
25. De zeeduivel
26. De schat
27. Niets voor niets
28. Tandpijn
29. Boksen
30. Vaas met een boodschap
31. Muizenjacht
32. De deur zit klem
33. De trompet van Steven
34. Kapitein Zwartbaard
35. Giftige taart
36. Dokter Brokkenpap
37. De pannenkoekenzee
38. Jan Stil
39. Feest van Neptunus
40. Kleren verwisseld
41. Wortels
42. Steven op de vlucht

### Seizoen 2
1. Kapiteintjesdag
2. Chocolademelk
3. De baby
4. Piraten vangen
5. De poes
6. Piet matroos
7. Een wedstrijdje vissen
8. Het spookverhaal
9. Schaapjes tellen
10. De voodoopop
11. Het hart van Stien
12. Berend moet studeren
13. Liesje
14. Het superzaad
15. De beste kok
16. Hoffelijk zijn
17. Het circus
18. De haai
19. Kapitein van de Helena
20. De nieuwe oorring
21. De papegaai
22. Kannibalensoep
23. Diamanten Stil
24. Piratengolf
25. De spreekmachine
26. Vrachtschip
27. De zalf van Berend
28. Goudstukken gestolen
29. De hangmat
30. Het kippenhok
31. Het klavertje vier
32. De verdubbelaar
33. Schildpaddenmelkpap
34. Het boek van Berend
35. De trampoline
36. De tijdbom
37. De nieuwe kijker
38. Woefie
39. Steven doet iedereen na

### Seizoen 3
1. De blokkendoos
2. Wekken
3. Steven sterk
4. De rotsenzee
5. Berend kapitein
6. De hik
7. Vliegend tapijt
8. De schildpad
9. Het kastje van Piet
10. De giftaart
11. Op een onbewoond eiland
12. 1 april
13. Binnen en buiten
14. Dichtgevroren
15. Het pluimpje
16. De viking
17. Steven stinkt
18. Aap aan boord
19. De iglo
20. Berend is ziek
21. De piratenfoon
22. Afval op zee
23. De slang
24. De schatbewaker
25. Papegaai verdwenen
26. De boemerang
27. Steven gestraft
28. Sinterklaas
29. De spin
30. Steven gaat duiken
31. De Chinese vaas
32. Dokter Piraat
33. Trouwen
34. De goochelaar
35. Stien zingt
36. De pollepel
37. Het vlot
38. De piratenfanfare
39. Berend geneest

## Films

### Bioscoopfilms
De bioscoopfilms bevatten een doorlopende verhaallijn. Vooral tussen 'Piet Piraat en het Zwaard van Zilvertand' en 'Piet Piraat en het Zeemonster' is een duidelijke link. Piet Piraat wil lid worden van de Dappere Piratenclub en heeft de eerste twee opdrachten al volbracht in 'Het Zwaard van Zilvertand'. Het zwaard zelf is een attribuut geworden in 'Piet Piraat en het Zeemonster'.
- Piet Piraat en de betoverde kroon (2005)
- Piet Piraat en het vliegende schip (2006)
- Piet Piraat en het zwaard van Zilvertand (2008)
- Piet Piraat en het zeemonster (2013)

### Specials
Er zijn ook drie Halloweenspecials van telkens 25 à 30 minuten opgenomen rond Piet Piraat.

#### Piet Piraat en de Pompoenkoning (2008)
Het is Halloween en Berend Brokkenpap wil pompoensoep maken. Steven Stil wilde echter gezichtjes in de pompoenen maken, waardoor ze allemaal stuk zijn. De piraten willen nieuwe pompoenen halen op het pompoeneiland, maar de legende gaat dat iedereen die pompoenen van dit eiland haalt met de pompoenkoning te maken krijgt. Op het eiland worden ze inderdaad in de gaten gehouden en niet veel later betreedt iemand het schip.
De special heeft een running gag waarbij de personages telkens struiken over de restjes pompoen op het dek. De dvd bevat als extra materiaal twee keer vier verhaaltjes uit de reguliere afleveringen. Deze worden door Piet Piraat aan elkaar geknoopt vanuit de griezelgrot.

#### Piet Piraat en het Schotse Spook (2009)
Berend Brokkenpap heeft een kasteel in Schotland geërfd. De bemanning van de Scheve Schuit wordt ontvangen door Lord McDoedel en zijn dochter. Piet en Berend krijgen ruzie, omdat Berend denkt dat Piet jaloers op zijn kasteel is. Ondertussen zijn de McDoedels bang geworden. Zij denken dat Berend hen uit het kasteel zal gooien. Lord McDoedel bedenkt een spookachtig plan om de piraten een voor een in de val te laten lopen.
Het pompoeneiland heeft dezelfde vorm als het oestereiland uit Piet Piraat en het vliegende schip. De pompoenkoning is een terugkerend karakter in Halloween-evenementen in Plopsaland.
Evenals Piet Piraat en de pompoenkoning bevat de dvd van deze special ook extra verhaaltjes uit de griezelgrot. In tegenstelling tot zijn voorganger gaat het in dit geval niet om reguliere afleveringen, maar nieuwe verhaaltjes. Deze worden door Piet Piraat verteld en ondersteund met animatie. 

#### Piet Piraat en de Mysterieuze Mummie (2010)
Piet Piraat wordt door zijn tante Cleo uitgenodigd. Vanuit haar woonplaats moet de oude sarcofaag, die Cleo en assistent Osiris bewaren, naar Egypte vervoerd worden. Wat in de sarcofaag zit is echter onbekend, daar hij niet te openen is. Als de piraten vertrekken, blijkt dat er te weinig proviand aan boord is. Plotseling duiken er mummies op aan boord van de Scheve Schuit.
Evenals de Piet Piraat en het Schotse Spook bevat ook de dvd van deze special griezelverhaaltjes, ondersteund met animatie. In tegenstelling tot het vorige deel, worden deze tien verhaaltjes verteld vanuit een oud kasteel in plaats van een grot.
Het liedje dat voor deze special opgenomen werd, is De Mummie.

## Discografie

### Albums

#### Cd 1: Piet Piraat is op vakantie
1. Piet Piraat is op vakantie (03:18)
2. Piet Piraat lied (03:18)
3. Storm op zee (03:25)
4. Zeepiraten (03:39)
5. Hoog en laag (03:11)
6. Piraten zijn niet bang (03:37)

#### Cd 2: Het beste van Piet Piraat!
1. Piet Piraat (3:18)
2. Storm op zee (3:24)
3. Zonder mij (3:27)
4. Berend zijn verjaardag (2:34)
5. Het kraaiennest (3:26)
6. De schat (2:27)
7. Piet Piraat is op vakantie (3:18)
8. Zeepiraten (3:38)
9. Hoog en laag (3:10)
10. Piraten zijn niet bang (3:36)

#### Cd 3: Piet Piraat en de betoverde kroon
1. Leve het piratenleven (03:40)
2. Piet Piraat (03:18)
3. Storm op zee (03:25)
4. Naar de haaien (03:17)
5. In het kraaiennest (03:28)
6. Berend zijn verjaardag (02:35)
7. Zonder mij (03:29)
8. De schat (02:29)
9. Piet Piraat is op vakantie (03:18)
10. Zeepiraten (03:39)
11. Hoog en laag (03:11)
12. Piraten zijn niet bang (03:37)
13. Bonustrack: Medley (Piet Piraat is op vakantie, Storm op zee, Leve het piratenleven, Piet Piraat) (03:56)

#### Cd 4: Piet Piraat en het zwaard van Zilvertand
1. Halloween (2:37)
2. Piet Piraat (3:14)
3. Wij plukken de dag (3:22)
4. Ik verlang zo naar huis (3:07)
5. De Zeven Zeeën (3:09)
6. Drie vrienden (2:27)
7. Bitter zeemanslied (over de Zoute Zee) (3:17)
8. Piratenkerstfeest (2:26)
9. Storm op zee (3:22)
10. Eind goed al goed (3:17)

Bonusmateriaal :
1. Piet Piraat-medley (Piet Piraat, Storm op zee, Leve het piratenleven) - symfonische versie (5:12)
2. Piet Piraat instrumentaal (3:14)

#### Cd 5: 10 Piet Piraat toppers
1. Piet Piraat (03:14)
2. Storm op zee (03:22)
3. Halloween (02:37)
4. Piet Piraat is op vakantie (03:18)
5. Leve het piratenleven (03:40)
6. De Zeven Zeeën (03:09)
7. Wij plukken de dag (03:22)
8. Berend zijn verjaardag (02:35)
9. De schat (02:29)
10. Eind goed al goed (03:17)

#### Cd 6: 15 jaar Piet Piraat
1. Piet Piraat (3:16)
2. Wij Gaan Duiken (3:22)
3. Wij Plukken De Dag (3:25)
4. Hoog En Laag (3:10)
5. De Zeven Zeeën (3:14)
6. De Schat (2:26)
7. Leve Het Piratenleven (3:38)
8. Piet Piraat is op vakantie (3:16)
9. Piraten Zijn Niet Bang (3:35)
10. Storm Op Zee (3:24)
11. Wij Zijn Zeepiraten (2:20)
12. De Mummie (2:59)
13. Het Kraaiennest (3:27)
14. Zonder Mij (3:27)
15. Het Spook (3:01)
16. Zeepiraten (3:36)
17. Berend Zijn Verjaardag (2:33)
18. Ik Verlang Zo Naar Huis (3:08)
19. Halloween (2:38)
20. Eind Goed Al Goed (3:15)

#### Cd 7: Het beste van Piet Piraat
1. Piet Piraat (3:16)
2. Storm op zee (3:24)
3. Leve het piratenleven (3:38)
4. Wij gaan duiken (3:22)
5. Piet Piraat is op vakantie (3:16)
6. Halloween (2:38)
7. De schat (2:26)
8. Wij plukken de dag (3:25)
9. Het spook (3:01)
10. Piratencarnaval (3:37)
11. Wij zijn zeepiraten (2:20)
12. Hoog en laag (3:10)

### Dvd's
| Dvd's met hitnoteringen in de Nederlandse Music Top 30 | Datum van verschijnen | Datum van binnenkomst | Hoogste positie | Aantal weken | Opmerkingen |
| ------------------------------------------------------ | --------------------- | --------------------- | --------------- | ------------ | ----------- |
| Het geheim van Lorre                                   | 2009                  | 26-09-2009            | 9               | 8            |             |
| Piet Piraat show - De kleine dino                      | 2015                  | 11-04-2015            | 15              | 4            |             |

| Dvd's met hitnoteringen in de Vlaamse Ultratop muziek-dvd top 10/20 | Datum van verschijnen | Datum van binnenkomst | Hoogste positie | Aantal weken | Opmerkingen |
| ------------------------------------------------------------------- | --------------------- | --------------------- | --------------- | ------------ | ----------- |
| Het geheim van Lorre                                                | 2009                  | 26-09-2009            | 1(6wk)          | 79           |             |
| Piet Piraat show - Het geheim van de verzonken stad                 | 2012                  | 05-05-2012            | 2               | 41           |             |

## Theatershows
Er zijn door de jaren heen verschillende theatershows van Piet Piraat geweest. Zo waren er:
- Piet Piraat Show (2002)
- Piet Piraat en de Wenskist (2003/2004), met een gastrol voor Leo Brant (stem)
- Piet Piraat en het duel met Kapitein Groenbaard (2004-2005), met een gastrol voor Ben Van Hoof
- Piet Piraat op Mango-Eiland (2006), met opnieuw een gastrol voor Ben Van Hoof
- Piet Piraat en het geheim van Esmeralda (2007), met een gastrol voor Joyce Stevens
- Piet Piraat en de kleine Dino (2007-2008), met een gastrol voor Tijl Dauwe
- Piet Piraat en het geheim van Lorre (2009), met een gastrol voor Tijl Dauwe
- Piet Piraat en de grote Griezelshow (2010), met een gastrol voor Tijl Dauwe
- Piet Piraat: Radio de Scheve Schuit (2011)
- Piet Piraat en het geheim van de Verzonken Stad 10 jaar Piet piraat (2011-2012), met een gastrol voor Mira Delbaen
- Piet Piraat: Expeditie Noordpool (2012-2013), met een gastrol voor Marijn Devalck
- Piet Piraat en de kleine Dino (2015/2016)
- Piet Piraat en de Toverlantaarn (2019)
- Piet Piraat en de Schat van de Propere Zeeën (2023), eerste show met Bertus Bandiet, gespeeld door Remi De Smet

## Studio 100 Zomerfestival
Piet Piraat en zijn vrienden waren vanaf 2003 van de partij op het Studio 100 Zomerfestival. 